# Ickham and Well
Ickham and Well is een civil parish in het bestuurlijke gebied City of Canterbury, in het Engelse graafschap Kent met 437 inwoners.